# General Transporter
General Transporter ou General Transporter of Meme (en français : « Général Transporteur » et « Général Transporteur de la Meme »), nom de guerre d'Ayuk Ndifon Defcam,, né à Wame au Cameroun et mort le 31 janvier 2023 à Konye ou Wame dans le même pays, est un chef de guerre séparatiste camerounais. Principalement actif dans le département de la Meme de la région du Sud-Ouest du Cameroun, il aurait dirigé l'un des plus grands groupes armés séparatistes de la région jusqu'à sa mort au combat.

## Biographie

### Rôle dans la crise anglophone au Cameroun
Depuis 2017, les deux régions anglophones du Cameroun, le Nord-Ouest et le Sud-Ouest, sont en proie à un conflit armé entre l'armée et divers groupes séparatistes. Ayuk Ndifon Defcam rejoint la rébellion séparatiste, se hisse à la tête d'un groupe armé et adopte le nom de guerre de General Transporter.
L'appartenance du general Transporter à une faction armée est contestée. L'International Crisis Group (ICG) le décrit comme commandant des Forces de défense de l'Ambazonie (FDA), le site d'information Cameroon Intelligence Report le décrit comme membre des Forces de restauration du Cameroun méridional (FRCM), tandis que le site d'information Mimi Mefo Info décrit une vidéo dans laquelle il déclare son allégeance aux Forces de défense du Cameroun méridional (FDCM),. Plus généralement, il soutient le gouvernement intérimaire de l'Ambazonie, en étendant son contrôle sur les territoires conquis par les séparatistes.
Son groupe armé attaque des cibles gouvernementales dans le département de Meme, et participe également à des opérations le long de la route reliant les villes de Mamfé et de Kumba. À son apogée, il aurait commandé des « centaines » d'hommes et aurait été un « commandant clé de l'Ambazonie ». En octobre 2020, il menace publiquement tous les soldats stationnés à Kumba et dans ses environs. Plus tard dans le mois, le gouvernement l'accuse du massacre de Kumba, au cours duquel sept écoliers sont tués. Les séparatistes nient ces faits et accusent l'armée d'en être responsable.
En mai 2022, le general Transporter et un commandant insurgé allié, le general Bitter Cola, attaquent des civils dans les villages d'Ediki et de Mbalangi à l'aide de gourdins. Les deux chefs rebelles filment l'attaque, affirmant qu'il s'agit d'un acte de vengeance après que des miliciens de ces deux villages ont aidé l'armée. Alors que le general Transporter déclare qu'il s'agit d'une « mission de paix », le general Bitter Cola menace ouvertement : « Nous n'épargnons personne - enfants, mères ou adultes sont complices ». En juillet 2022, le general Transporter organise une attaque de plus grande envergure contre l'armée dans le village d'Ikiliwindi. Des sources officielles affirment que le general Transporter s'est finalement caché sur la côte du golfe de Guinée, avant de retourner à Konye. C'est là qu'il aurait planifié d'autres attaques.

## Mort
Le 31 janvier 2023, l'armée surprend et tue le general Transporter et quatre de ses hommes à Konye ou Wame,,. Le gouvernement affirme que plusieurs otages ont également été libérés au cours de l'opération. Outre diverses armes, un drapeau de l'Ambazonie est également retrouvé sur le lieu de la mort du chef de guerre.

### Héritage
Le gouvernement présente la mort du general Transporter comme un succès majeur et expose son corps au public au carrefour Bicec à Kumba. L'officier divisionnaire principal Ntu'uh Ndong Chamberlain supervise l'exposition. Les habitants ne sont généralement pas impressionnés ; un agriculteur déclare que les militaires ont déjà tué « environ 4 General Transporter et c'est le cinquième », arguant qu'un chef séparatiste mort de plus ne changeait pas grand-chose. En revanche, le commandant adjoint des FDA, Capo Daniel, rend hommage au general Transporter en tant que « représentant de la jeunesse d'Ambazonie qui a défendu son droit à l'autodétermination ». Plusieurs séparatistes, tels que Capo Daniel et le vice-président Dabney Yerima du gouvernement intérimaire de l'Ambazonie, appelent les rebelles à venger le chef de guerre,. Les séparatistes mènent ensuite un certain nombre d'attaques dans les régions anglophones à la suite de sa mort.